# Conservatorism verde
Conservatorismul verde este o combinație de conservatorism cu politica verde. Preocuparea de mediu a fost exprimată atât de politicieni conservatori, cât și de filozofi de-a lungul istoriei conservatorismului modern. Fondatorul filozofic al conservatorismului modern, Edmund Burke, în Reflections on the Revolution in France (1790), a spus: „Pământul, mama bună și egală a tuturor, nu ar trebui să fie monopolizat pentru a încuraja mândria și luxul oricărei persoane.”.